# Ormoy (Essonne)
Ormoy település Franciaországban, Essonne megyében. Lakosainak száma 2896 fő (2022. január 1.). Ormoy Villabé, Corbeil-Essonnes, Le Coudray-Montceaux és Mennecy községekkel határos.

## Népesség
A település népességének változása:
| Lakosok száma | 1947 | 1991 | 2038 | 2046 | 2076 | 2158 | 2200 | 2568 | 2896 |
|               | 2013 | 2015 | 2016 | 2017 | 2018 | 2019 | 2020 | 2021 | 2022 |